# Forficula lucasi

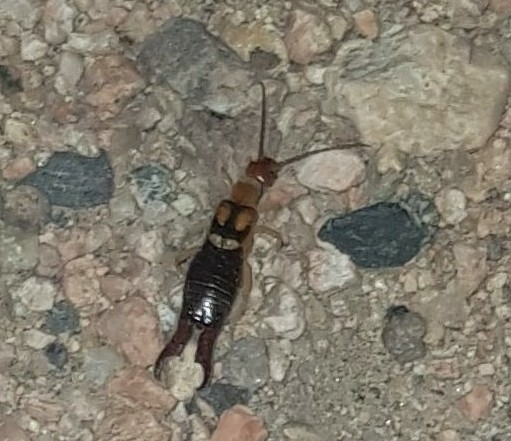
Männchen mit relativ kleinen gelben Flecken auf den Elytren und einer macrolabia-Form

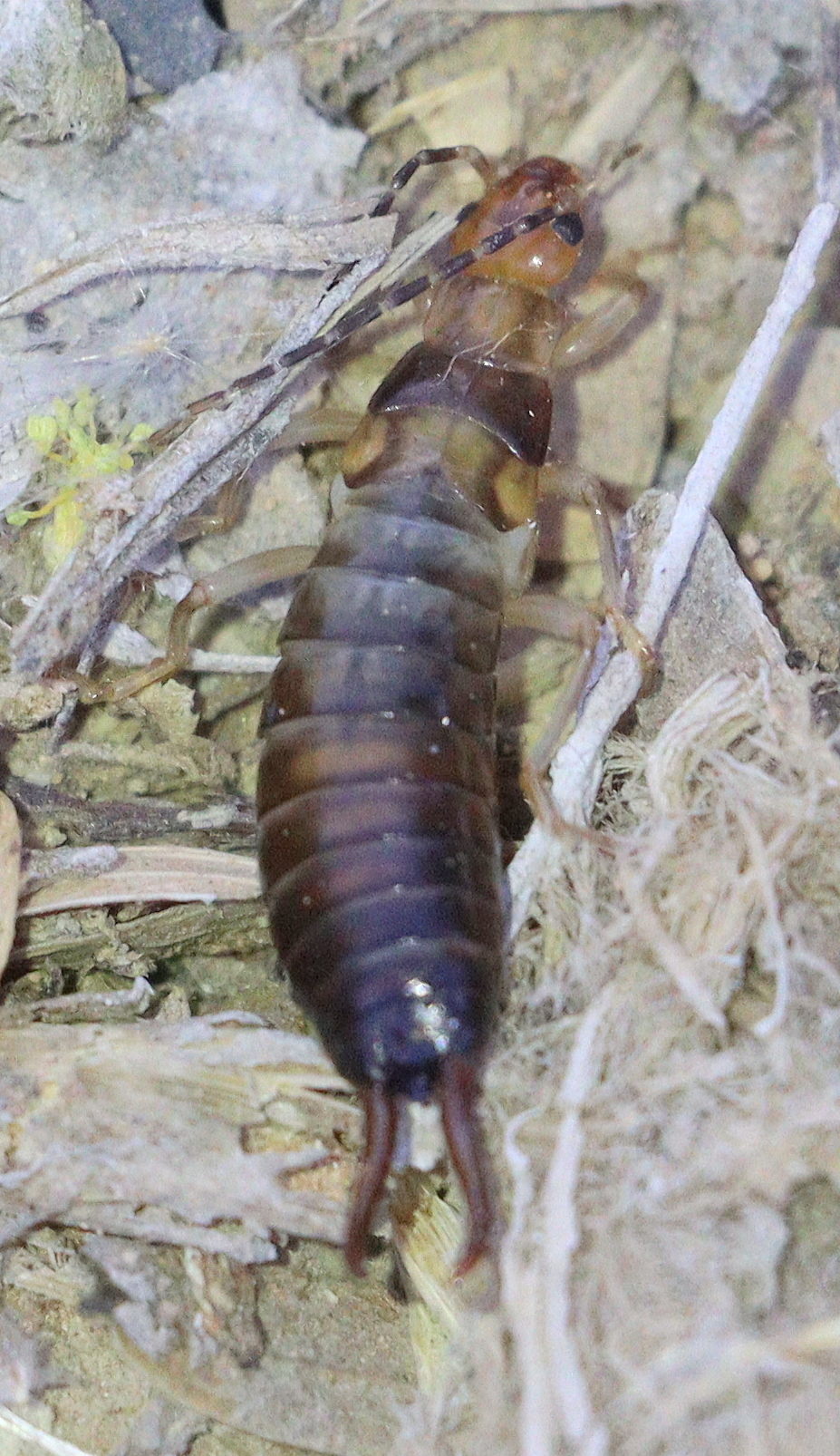
Eine Nymphe im vierten Nymphenstadium

Forficula lucasi, im englischen desert earwig (zu deutsch: Wüsten-Ohrwurm) genannt, ist eine Art der zu den Insekten gehörenden Ohrwürmer und in Nordafrika und Südwestasien beheimatet. Durch Verschleppungen gibt es mittlerweile auch Vorkommen in Griechenland.

## Merkmale
Es handelt sich um eine relativ große Art der Gattung Forficula, einschließlich der Zangen werden die Männchen 17–24 mm lang und die Weibchen 16–19 mm. Der Kopf ist rötlichbraun bis rötlichgelb gefärbt, das Pronotum orange bis gelb. Die Elytren sind zumeist gelb, mit dunkelbraunen Bereichen am Ende und entlang der Mittelnaht und Seitenränder. Es gibt jedoch auch Exemplare, bei denen die Elytren überwiegend dunkelbraun gefärbt sind und auf jeder Seite einen großen gelben Fleck aufweisen. Die Hinterflügel sind heller gelb bis weißlichgelb. Das Abdomen ist schwärzlich bis rötlichbraun und die Zange dunkel rötlichbraun bis dunkel gelblichbraun. Die Innenränder der Zangenzweige sind dunkler als der Rest der Zange. Die Oberfläche ist lederartig und am Kopf sehr dick. Die Abdominaltergite sind punktiert, zum Ende hin stärker und die Tergite 8 bis 9 beinahe rau. Der Kopf ist breit und die Hinterecken sind abgerundet. Die postfrontalen und koronaren Nähte sind schwach sichtbar. Der Hinterrand ist nach medial leicht konkav. Die Augen sind klein, kürzer als die Länge des Kopfes hinter den Augen. Das erste Antennengelenk ist gut ausgebildet, etwa so lang wie die Distanz zwischen den Antennenbasen oder leicht kürzer. Die Pronotumseiten sind beinahe parallel und gerade, sie krümmen sich sanft Richtung der stark konvexen Hinterecken. Die mediane Längsfurche ist vorne deutlich sichtbar. Das Abdomen ist breit, abgeflacht und relativ kurz. Die seitlichen Drüsenfalten am dritten Tergit sind klein, die am vierten groß. Das letzte Tergit ist breit, medial abgeflacht und weist zwei nah beieinander gelegene geschwollene Regionen nahe des Hinterrandes auf. Diese Regionen werden von einer kurze längsverlaufenden Einkerbung getrennt, die am Hinterrand endet. Die Zange der Männchen variiert in der Länge, die Basis kann länger (mehr als zwei Drittel) oder kürzer (etwa die Hälfte der Länge) ausgeprägt sein. Man spricht hier von einer macrolabia-Form (bei großen Zangenbasen) und einer brachylabia-Form (bei kleinen Zangenbasen). Die Innenränder der Zangenbasen sind stark gezahnt. Das männliche Pygidium ist quadratisch. Die männlichen Genitalien sind normal entwickelt, die zentrale Parameralplatte ist zur Mitte hin erweitert, die Virga innerhalb des Genitallobus ist vergleichsweise lang und besitzt basal sklerotisierte Vesikel. Die externen Parameren sind gut ausgebildet und apikal breit gerundet. Die Zange der Weibchen ist einfach, von der Basis bis zur Spitze gleichmäßig verengt und die Innenränder sind nicht gezahnt. Die Abdominaltergite der Weibchen sind weniger stark punktiert.

### Ähnliche Arten
Vor allem bei Exemplaren mi Punkten auf den Elytren, kann Forficula lucasi mit dem Türkischen Ohrwurm (Forficula smyrnensis) verwechselt werden, der in Südosteuropa und im Nahen Osten gemeinsam mit der Art vorkommt. Bei dieser Art sind die Flecken auf den Elytren jedoch meistens kleiner und die Zangen der Männchen unterscheiden sich deutlich: Diese haben nur eine kurze Basis mit langen, etwas nach außen abgewinkelten, Seitenzweigen.
Forficula riffensis aus Nordwestafrika und dem Süden der Iberischen Halbinsel besitzt vollständig dunkle Elytren. Auch von Forficula auricularia und Forficula lurida lässt sich die Art durch die Elytren unterscheiden, ebenso aber durch die männlichen Zangen und die Färbung von Kopf und Pronotum.
Die amerikanische Gattung Doru, die Subsahara-afrikanische Gattung Diaperasticus und die südostasiatischen bis indoaustralischen Gattungen Proreus und Elaunon besitzen ebenfalls gelbe Elytren, die einen dunklen Innenteil aufweisen, und gelbe Hinterflügel. Sie leben jedoch geographisch getrennt und weisen weitere Unterscheidungsmerkmale auf. Das Gleiche gilt für Forficula senegalensis aus Sub-Sahara-Afrika, bei der jedoch auch die männlichen Zangen sehr ähnlich sind. Zu Verwechslungen mit den genannten Gattungen und Arten kann es aber nur südlich der Sahara oder in Indien und Südostasien kommen, sofern die angegebenen Vorkommen valide sind (s. Verbreitung).
Die sehr seltene forma euptera von Forficula tomis weist ebenfalls hohe Ähnlichkeiten auf, durch die gelben Streifen auf dem Pronotum und die hellen Hinterflügel. Aus dem Süden Russlands sind Verwechslungen beider Arten bekannt.

## Verbreitung
Das große Verbreitungsgebiet umfasst vor allem Nordafrika, Südwestasien und Teile Südeuropas. Im Westen reicht es von Madeira (ehemalige Einschleppung), den Kanaren, Westsahara und Marokko über Nordafrika (vor allem Tunesien und Ägypten, aber im Süden auch bis in den Sudan) und die gesamte Arabische Halbinsel (namentlich bekannt aus Saudi-Arabien, Kuwait, Bahrain, Katar und dem Oman) bis mindestens in den Iran und nach manchen Angaben bis nach Indien, Myanmar und Vietnam. Bei den angegebenen Vorkommen in der Orientalis kann es sich aber um Verwechslungen mit Proreus oder Elaunon handeln. Weiter nördlich kommt die Art über den Nahen Osten (Israel, Jordanien, Libanon, Syrien, Türkei – hier z. B. in Balıkesir und Şırnak) bis in den Osten Griechenlands (Lesbos) vor. Es sind auch Vorkommen südlich der Sahara aus dem Tschad und von den Kapverden bekannt – ob die Art hier natürlicherweise vorkommt, es sich um Verschleppungen handelt oder Verwechslungen mit Diaperasticus oder Forficula senegalensis zugrunde liegen ist unsicher. Es ist auch ein Vorkommen aus der Ukraine bekannt (bei Dnipro), hierbei handelt es sich vermutlich um eine Verschleppung.
Die Vorkommen der Art in Indien werden von Srivastava angezweifelt. Sakai (1997) berichtete über Vorkommen der Art in Arunachal Pradesh. Von den drei Exemplaren war eines ein fehlbestimmtes Männchen von Forficula taoyuanensis, ein zweites ein Männchen, das eher Forficula ornata gleicht und das dritte ein Weibchen, bei denen Bestimmungen ohnehin häufiger fehlerhaft sind. Die berichteten Vorkommen von Gangola (1965) in Uttarakhand werden ebenfalls angezweifelt.

## Lebensweise
Die Art kann ganzjährig gefunden werden, von Februar bis März scheinen verhältnismäßig viele Funde vorzuliegen.

## Taxonomie
Die Art wurde 1865 von Anton Dohrn als Forficula lucasi erstbeschrieben. Synonyme lauten Forficula barroisi Bolivar, 1893 und Forficula escherichi Dohrn, 1865.